# Křenovice (okres Přerov)
Křenovice jsou obec ležící v okrese Přerov, při pravém břehu řeky Hané. Žije zde 436 obyvatel. Obec se rozkládá většinou na severním svahu Chřibů.
Svým půdorysem se Křenovice řadí mezi tzv. osady návesní. Nejvýraznějším znakem jejich půdorysu je prostorná náves - v průměru cca 40 metrů. Na ohbí je její šířka přibližně dvojnásobná, v dolní části je naopak zúžená na 30 metrů. Horní konec osady je zúžen až na 11 metrů - tato část byla kdysi uzavřena bránou. Odtud její název 'Na Zabrání'. Opačnému konci se říká 'Na Dole', středu obce 'Dědina'.
Historie Křenovic sahá až do počátku 14. století. První zaznamenané zprávy o Křenovicích pocházejí z období kolem roku 1322. Nejstarší plán Křenovic pochází z roku 1833. Na půdě zdejších sedláků se před nedávnem našel nejstarší obecní znak na Moravě.[zdroj?] Překřížené křenové listy potvrzují etymologický název obce Křenovice. Je uložen v okresním archivu v Přerově – Henčlově.

## Historie
V období kolem roku 1322 prodal polovinu vsi Crenouicz Záviš z Potštátu olomouckému biskupovi Konrádovi. Ten ji odkázal v roce 1326 v poslední vůli metropolitní kapitule u sv. Václava na olomouckém hradě.
Druhá polovina obce patřila Záviši z Bojanovic, který ji později daroval olomoucké kapitule. Postupně se majitelé měnili, až byla roku 1406 celá dědina sloučena se statky olomoucké kapituly.
Jihovýchodně od Křenovic (resp. jižně od silnice na Kroměříž) je zajímavé hradisko, obehnané na severovýchodě příkrou mezí a od jihu příkopem. Mez byla tři až pět metrů vysoká. Pod ní býval hluboký příkop, v němž se mohl skrýt jezdec na koni. Příkop nechal vybudovat císařský generál Gallas, když zde očekával útok švédského generála Lennaela Torstensona od Tovačova a Horní Moštěnice v roce 1643.
Na svahu pod hradiskem jsou patrné stopy starého osídlení z doby bronzové. Bylo tu vykopáno mnoho střepin z nádob dělaných v ruce bez kruhu, s lesklým grafitovým nátěrem a zdobených ornamentem. Nalezeny byly i pazourkové nože, kamenné sekyrky, brousky, kostěné i parohové nástroje, bronzové jehlice, náramky a jiné ozdoby. V úvozové cestě byla nalezena stříbrná mince císaře Gally. Nálezy svědčí, že zde bylo i sídliště keltské a z doby římské, datované nálezem mince do 3. století před n. l.  Archeologické nálezy prokazují, že v době markomanských válek zde Římané měli ležení.
Před domem číslo 16 stávala kaple, na jejímž místě byl letech 1887–1888 vystavěn chrám svatého Jana Nepomuckého. Domy byly stavěny většinou z 'vepřovic', stodoly z 'vepřovic' nebo ze dřeva. Střešní krytinou bývaly obvykle došky z režné slámy. V polovině 19. století byla náves vroubena řadou stromů. Roku 1884 byly duby na návsi nahrazeny ovocnými stromy a parčíky. V roce 1949 se zde narodil československý fotbalový reprezentant Rostislav Vojáček.

### Znakové privilegium
Za nejstarší známé vesnické znakové privilegium na Moravě je považována listina z roku 1496, v níž děkan a olomoucká kapitula obdařil ves Křenovice pečetí a právem pečetit černým voskem. Toto právo roku 1525 potvrdil král Ludvík. V roce 1887 bylo podle znázornění v listině pořízeno obecní razítko, které bylo užíváno od 12. listopadu 1887. První zmínka o listině pochází z roku 1904, kdy přispěvatel do Selského archívu napsal následující článek:
| Křenovice u Kojetína mají v obecní truhlici hojné památky, a to pergamenové listiny: 1. Obdarování na pečeť z l. 1496, 2. na pastviska 1499, 3. porovnání obce Křenovice s Kovalovicemi stran pastviska u lesa Křenovského 1513, 4. potvrzení na pečeť 1525, 5. smlouvu Křenovic a Kojetína stran vody vedení a potrubí, 6. obdarování na les 1592, 7. list na poražení robot na plat 1596. Kromě těchto starožitných listin pozornosti naší zasluhuje: 8. Kniha neb register gruntovní dědiny Křenovic, obnovená L. P. 1669. Porůzné jiné spisy jsou tyto: robotní patent z r. 1775, kontribučenský individuelní extrakt na r. 1808, „Společenský hlas moravských sedláků“ 1848, „Soudní akta“ |

V roce 1907 uveřejnili A. Beneš a Em. Zezulka v Selském archívu spolu s jinými archiváliemi i přepis zmiňované listiny. Listina samotná se po válce ztratila a opět nalezena byla v roce 2001.
Originál listiny je na pergamenu o rozměrech 41,3 x 23,2 – 7,4 cm, psaný česky. Na originálu chybí pečeť vydavatele, obsahuje zbytek červených hedvábných nití. Listina byla konzervována v roce 2001 v Zemském archívu v Opavě. Text obsahuje také vyobrazení pečeti, na hnědém obdélníkovém podkladu v rámu 6 x 7,1 cm se zlaceným stylizovaným rostlinným motivem, rámované štítem modré barvy. Na něm jsou zobrazeny křížem dva křenové výhonky s hnědou podzemní částí a zelenými listy.
13. července 1496 v Olomouci kněz a děkan Konrád Althamer a olomoucká kapitula udělili vsi Křenovice pečeť a právo pečeti:
| “My kněz Konrád Althamer, děkan a kapitola kostela olomúckého, vyznáváme tímto listem všem, že přistúpivš před nás do kapitoly naší velebný kněz Adam, kanovník kostela olomúckého a probošt kostela brněnského, doktor v právech duchovních, tehdáž správce vsi Chřenovic, spolubratr náš milý, fojt a konšelé již psanej vsi Chřenovic jménem tej vší obce přeložili jsú nám některé své pilné a znamenité potřeby. A zvláště, že oni lidem domácím i přespolním a stranám tu v Chřenovicích při právě stojícím mnohokrát rozumy svými dosti učiti nemohúce na peníze obojích stran pro naučení k vššímu právu do Kroměříže posílat musejí, kdež ti páni kroměřížští pro mnohé příčiny a příhody chtí, když se těm lidem pro taková naučení a práva k nim posílati přinde, aby obojích stran pře popsané a zapečetěné byly jim poslané. A již jmenovaní lidé z Chřenovic své vlastní pečeti nemajíce, veliký v tom nedostatek mívajíce a meškání. I pokorně se vší snažnostní nás jakožto pánúv svých dědičných prosili jsú, abychom je v takových jejich nedostatcích milostivě opatřiti ráčili. Kdež my na těch svrchupsaných lidí z Chřenovic slušnú žádost hledíce i hodnú příčinu a pilnú jejich potřebu znamenavše, svolili jsme a mocí listu tohoto svolujem tak, aby oni častopsaní lidé lidé ze vsi Chřenovic, nynější i budúcí, pečeť svú vlastní měli a na ní dva kořeny chřenové na kříž i s listem jeho chřenovým měli ... a požívali. A nadto zvláštní naší milostí tu z moci tímto listem tuto milost týmž lidem častopsaným z Chřenovic nynějším i budúcím ... svolujeme a jim dopúštíme, aby černým voskem pečetiti mohli. A tej pečeti ... svých slušných v témž právě, jakože i jiné ctné obce v Markrabství moravském pečeti svých užívají, též oni také aby užívati mohli. Tomu všemu, což se nahoře píše, na potvrzení a pro lepší jistotu pečeť naši větší kapitolní s dobrým rozmyslem a vědomím ... naším přívěsiti rozkázali jsme k tomuto listu. Jenž je psán dán v Olomúci léta od narození syna Božího tisíceho čtyřstého devadesátého šestého tu středu den svaté panny Margarety mučednice Boží”. |

### Jméno obce
Jméno obce se během staletí vyvíjelo. V listinách jsou použity různé historické varianty, obecně však platí, že v dokumentech do roku 1330 bývalo první písmeno jména C-, do konce 15. století Ch- a potom K-.
- 1322 - Crenowicz
- 1327 - Crenouicz
- 1330, 1349 - Chrenowicz
- 1399 - Crenowicz
- 1496 - Cřenovic
- 1499 - Chřenovic
- 1671, 1718 - Krženowicz
- 1720 - Krenowicz
- 1751 - Krženowitz
- 1846 - Krženowitz, Křenowice
- 1872 - Krzenowitz, Křenovice

### Křenovický les
Roku 1499 dovolila olomoucká kapitula Křenovským klučit les nad vsí a 15. června 1592 jej listinou vesnickým přenechala, aby ho společně užívali rubáním dříví, braním trávy a pasením. Les míval přes 200 metrů. Kus lesa vymýtili roku 1490 poddaní s povolením vrchnosti, aby cesty byly bezpečnější proti loupežníkům. Roku 1592 měl les ještě 120 m. Později v něm Švédové na jednom místě udělali šance, kolem nichž velkou část lesa vymýtili. Křenovští ji však vzdělali na pole, řečené „Padělky od lesa“ a „Klče“. Les je asi od konce 19. století v majetku Lesní singulární společnosti v Křenovicích, která se stará o jeho hospodárné využití. Singulárních podílů je 38. Lesní singulární společnost Křenovice se řídí stanovami, které byly 19. 7. 1994 registrovány MVČR. Les má výměru 128 ha, 19 m². Další část [esa, o výměře 66,83 ha, náleží Lesní singulární společnosti ve Stříbrnicích.

### Spolky
V Křenovicích působily následující spolky:
- Hospodářská beseda od roku 1870
- Hasičský sbor od roku 1893
- Katolický spolek od roku 1902
- Omladina od roku 1909
- Národní jednota od roku 1911
- Sokol od roku 1922
- Domovina a Otčina od roku 1923
- Charita od roku 192]
- Sportovní klub od roku 1931
- Spolek agrárních zaměstnanců od roku 1935

### Legionáři
- Horák Leo, rolník, působil na ruské frontě. Narodil se 4. 4. 1884, zemřel v roce 1969. Je pochován v Křenovicích.
- Petura František, státní zaměstnanec, působil na ruské frontě. Narodil se v roce 1893 a zemřel kolem roku 1960. Byl zpopelněn.
- Šuta Josef, státní zaměstnanec, působil na ruské frontě. Narodil se v roce 1893 a zemřel v roce 1966. Je pochován v Křenovicích.
- Šuta Jan, působil na ruské frontě.
- Telička Matěj, rolník, působil na ruské frontě. Narodil se 29. 9. 1886, zemřel v roce 1934. Je pochován v Křenovicích.
- Podplukovník čsl. Armády Hrušák Bohumír, italský legionář, kapitán italských legií. Narodil se v roce 1893 v Křenovicích v domě č. 14. Byl popraven 30. 5. 1942 v Brně.

Uvedení legionáři se vraceli domů v roce 1921.

### Nejstarší Křenovické rody
Rody starší sta let:
- Chmelův č. 39
- Slatinův č. 68
- Dostálův č. 12
- Chytilův č. 16
- Dřímalův č. 11
- Rozkošných č. 57
- Horákův č. 26
- Slatinův č. 68
- Teličkův č. 43
- Vymětalův č. 31
- Hrušákův č. 33
- Hrušákův č. 15
- Hrušákův č. 14
- Benešův č. 56

Vymřelé rody:
- Teličkův č. 48 (po více než 100 letech)
- Zatloukalův č. 52 (po 186 letech)
- Daňkův č. 55 (po 179 letech)
- Sázelův č. 32, 49 (po 264 letech)

### Vývoj počtu obyvatel a domů
| Rok            | 1793 | 1900 | 1930 | 1950 | 1980 | 1991 | 2001 |
| Počet obyvatel | 517  | 658  | 746  | 760  | 529  | 462  | 439  |
| Počet domů     | 62   | 127  | 165  | 170  | 152  | 134  | 132  |

## Školy v Křenovicích

### Odborné učiliště
Odborné učiliště je speciální střední škola založená v roce 1955, součástí je internát s kapacitou 29 ubytovaných a školní jídelna s kapacitou 400 obědů. Škola nabízí vzdělání ve tříletých učebních oborech Kuchař, Prodavač, Pečovatel a Zahradník, aranžér a ve dvouletém oboru Pekař.

### Základní škola
Křenovice měly jednotřídní školu již od 18. století. Původně sídlila v domě č.45, později, roku 1849 byla přemístěna do budovy č.4, bývalé palírny. V roce 1883 byla škola rozšířena na dvojtřídku a roku 1885 pro ni byla vystavěna nová budova, v jejíchž dvou třídách probíhala výuka až do roku 1987, kdy byla uzavřena. V letech 1987 - 1990 využívalo její prostory odborné učiliště. Roku 1990 byla základní škola obnovena, první školní rok jako jednotřídní a od roku 1991 opět jako dvoutřídní.

### Mateřská škola
V budově základní školy byla roku 1943 v přízemí umístěna malá mateřská škola. V roce 1978 byla v blízkosti školy dokončena nová jednopatrová budova pro dvě oddělení mateřské školy. Takto byla využívána až do roku 1994, kdy byla kvůli slábnoucím populačním ročníkům redukována na jedno oddělení. Od té doby je v přízemí budovy umístěna knihovna a technické zázemí.
Roku 2003 byla mateřská škola přidružena k základní škole. Kapacita mateřské školy je cca 30 dětí.

## Starostové v Křenovicích
Do druhé světové války:
- František Řezníček č. 10, rok 1892
- Jan Rozkošný č. 57, rok 1900 a 1902
- Tomáš Podešva č. 42, rok 1905
- František Telička č. 48, rok 1908
- Jan Hrušák č. 14, rok 1908
- Antonín Beneš č. 56, rok 1919
- Rudolf Štefan č. 135, rok 1923
- Augustin Dostál č. 12, rok 1927
- František Hrušák č. 33, rok 1930-1938

Předsedové MNV po druhé světové válce:
- František Gavanda
- Rudolf Jášek č. 152
- Alois Malčík č. 147
- Antonín Kučírek
- Jan Zatloukal č. 172
- Jaroslav Malčík
- Jan Krčmař st.
- František Hošák č. 131
- Jan Krčmař ml.
- Josef Daněk č. 28

Starostové Obecní úřadu v Křenovicích od roku 1990:
- Josef Sedláček č. 55
- Květoslav Vrána č. 53
- Marie Hrušáková č. 50
- Břetislav Hošák č. 131
- Anna Janáčková č. 68
- Zdeněk Vrána č. 47

## Doprava
Územím obce prochází dálnice D1 a silnice I/47 v úseku Vyškov – Kroměříž. Dále zde vede silnice III/43328 Křenovice – Kojetín.

## Osobnosti narozené v Křenovicích
- Bratrský biskup Br. Eliáš, vyhnaný králem Matyášem, spolu s dalšími, z Moravy do Moldavska, odkud se později vrátil zpět. Zemřel roku 1503 v Prostějově.
- Jan Rozkošný, narozený 19. října 1855 v Křenovicích, dlouholetý říšský a zemský poslanec, prezident českého odboru zemědělské rady moravské. Odborné vzdělání získal v rolnické škole v Přerově. Roku 1886 byl zvolen za Přerovsko-Kojetínsko do zemského sněmu, v roce 1887 do říšské rady a roku 1920 do Národního shromáždění. Dne 6. března 1926 byl promován na České technice v Brně na doktora.
- 5. ledna 1893 se v Křenovicích narodil Bohumír Hrušák, kapitán italských legií a podplukovník čsl. armády, popravený gestapem roku 1942 v brněnských Kounicových kolejích.
- Rostislav Vojáček, narozen 23. února 1949 – bývalý československý fotbalový reprezentant